# Liste der Baudenkmäler in Trostberg
Auf dieser Seite sind die Baudenkmäler in der oberbayerischen Stadt Trostberg zusammengestellt. Diese Tabelle ist eine Teilliste der Liste der Baudenkmäler in Bayern. Grundlage ist die Bayerische Denkmalliste, die auf Basis des Bayerischen Denkmalschutzgesetzes vom 1. Oktober 1973 erstmals erstellt wurde und seither durch das Bayerische Landesamt für Denkmalpflege geführt wird. Die folgenden Angaben ersetzen nicht die rechtsverbindliche Auskunft der Denkmalschutzbehörde.

## Ensemble Ortskern Trostberg

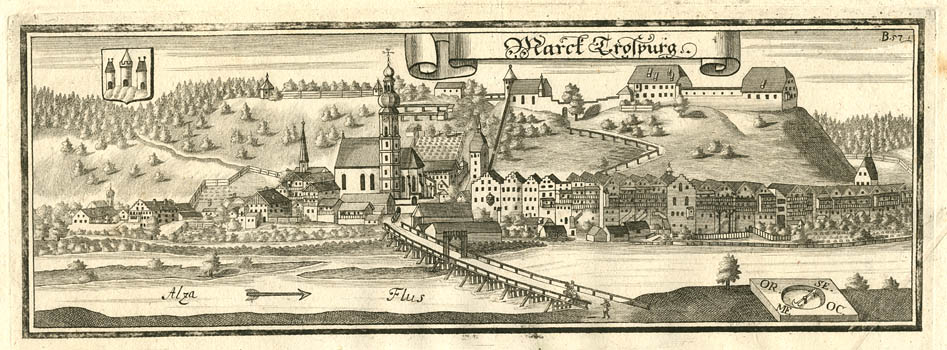
Michael Wening: Stich von Trostberg (um 1700)

Trostberg und dessen Ortskern (E-1-89-157-1) wurde 1230/40 am westlichen Ufer der Alz im Schutz ihrer Anfang des 13. Jahrhunderts errichteten Burg „Trozzeberch“ von den Vögten des Klosters Baumburg, den Grafen von Ortenburg-Kraiburg, gegründet. Der Ort entwickelte sich von der Mitte des 13. Jahrhunderts, als die Alz zum Grenzfluss zwischen Bayern und Salzburg wurde und es bis 1810 blieb, zu einem spezifischen Markt an der Grenze. Als Teil der Salzstraße wurde für Trostberg der Fuhrwerksverkehr mit Getreide und Salz zum wirtschaftlichen Faktor. Wegen der eingeengten Lage zwischen Burgberg und Fluss und der geringen Marktflur entstanden keine Ackerbürgeranwesen, sondern fast ausschließlich handwerkliche Betriebe. Zunächst umfasste die Siedlung den Bereich der heutigen Hauptstraße mit regelmäßig beiderseits der Straße angeordneten Anwesen von 9 bis 10 Meter Breite. Zwischen 1260 und 1300 erfolgte eine Erweiterung nach Südwesten über den heutigen Marienplatz zum leicht abfallenden Vormarkt hin. Das Bindeglied zwischen Hauptstraße und Vormarkt bildet die Kirche am Marienplatz, die jedoch zugleich durch ihre etwas erhöhte Position und einen kleinen Vorplatz vom Marktgeschehen distanziert bleibt. Der gesamte Markt war bis 1810 im Westen und im Osten durch Türme abgeschlossen sowie durch das Mittertor zwischen Hauptstraße 1 und 2 unterteilt. Einen Mauerring hat es nie gegeben. Stattdessen sind die Häuser in geschlossener Bauweise aneinandergereiht. Die fast durchgängig viergeschossigen Gebäude, teils mit Treppengiebel, teils mit Vorschussmauer, stammen im Kern aus dem 16./17. Jahrhundert und stehen immer noch auf dem mittelalterlichen Grundriss. Auf der Rückseite zur Alz hin haben sie weit vorspringende Dächer, in zwei oder drei Stockwerken angeordnete Lauben und hohe Stützmauern. Zum westlichen und östlichen Ortsausgang wird die Bebauung niedriger, meist zweigeschossig mit Flachsatteldächern. Trostberg gehört zu den im 13. Jahrhundert planmäßig entstandenen Markt- und Straßensiedlungen des Chiem- und Salzachgaus, bei denen sich die Häuser entlang einer Hauptachse, die platzartig erweitert sein kann, reihen und die Kirche davon getrennt angeordnet liegt. Durch das sogenannte Innstadt-Haus mit seinen waagrechten Vorschussmauern wird das Straßenbild seit dem 16./17. Jahrhundert meist einheitlich geformt.

## Baudenkmäler nach Ortsteilen

### Trostberg
| Lage                                        | Objekt                                          | Beschreibung | Akten-Nr.                                     | Bild                              |
| ------------------------------------------- | ----------------------------------------------- | --- | --------------------------------------------- | --------------------------------- |
| Alte Pallinger Straße 4 (Standort)          | Mehrfamilienhaus                                | Mehrfamilienhaus, dreigeschossig mit Krüppelwalmdach, Erkern und geometrischem Putzdekor, 1913. | D-1-89-157-2                                  | Mehrfamilienhaus                  |
| Altöttinger Straße 2 (Standort)             | Friedhof                                        | Friedhof, ummauerte Anlage, ab 1828 nordöstlich außerhalb der Altstadt angelegt, im ältesten Teil der Ummauerung integriert vier Gruftkapellen; Aussegnungshalle mit Glockentürmchen, 1863–68, nachträglich verändert, 1954 erweitert. | D-1-89-157-4                                  | Friedhof                          |
| Feldkirchner Fußweg 1 (Standort)            | Wohnhaus                                        | Wohnhaus, zweigeschossig, Satteldach, geschmiedete Wetterfahne, im farbigen Giebelfenster bezeichnet 1893. | D-1-89-157-54                                 | Wohnhaus                          |
| Hauptstraße (Standort)                      | Brunnen                                         | Brunnen, in Form einer Fiale, achteckiges Becken mit neugotischem Maßwerk, errichtet 1868; vor Hauptstraße 9. | D-1-89-157-13                                 | weitere Bilder                    |
| Hauptstraße (Standort)                      | Brunnen                                         | Brunnen, rechteckig mit Mittelpfeiler, gotisierend, mit Büste König Max II., Gusseisen, wohl 2. Hälfte 19. Jahrhundert; vor Hauptstraße 39. | D-1-89-157-168                                | weitere Bilder                    |
| Hauptstraße 1 a; Hauptstraße 1 b (Standort) | Wohnhaus (1 b)                                  | Wohnhaus (1 b), viergeschossig mit Vorschussmauer und Erker, Durchgang im Erdgeschoss mit Stichkappentonne, im Kern 17. Jahrhundert, Fassade um 1920/30 erneuert; westlicher Bauteil (1 a), dreigeschossig, um eine Fensterachse vorspringend. | D-1-89-157-5                                  | weitere Bilder                    |
| Hauptstraße 2 (Standort)                    | Gasthof Pfaubräu                                | Gasthof Pfaubräu, stattlicher viergeschossiger Eckbau mit Vorschussmauern, zweistöckigem Erker und angesetzten Stützpfeilern, im Kern teilweise noch 15./16. Jahrhundert, Fassade mit rustiziertem Erdgeschoss, um 1951/53 erneuert. | D-1-89-157-6                                  | weitere Bilder                    |
| Hauptstraße 3 (Standort)                    | Wohnhaus                                        | Wohnhaus, viergeschossig mit Vorschussmauer, seitlich und an der Rückseite gewölbte Durchgänge zum Schloßbergweg, im Kern noch 16./17. Jahrhundert, Fassade in den 1950er Jahren verändert. | D-1-89-157-7                                  | weitere Bilder                    |
| Hauptstraße 5 (Standort)                    | Wohnhaus                                        | Wohnhaus, ehemalige Bäckerei, viergeschossig mit Treppengiebel, Ladenraum im Erdgeschoss mit Kreuzgratgewölben über Nagelfluhstützen, im Kern noch 16. Jahrhundert, Fassade um 1900. | D-1-89-157-8                                  | weitere Bilder                    |
| Hauptstraße 6; Hauptstraße 8 (Standort)     | Gasthof König                                   | Gasthof König, stattlicher viergeschossiger Bau mit Vorschussmauer, aus der Zusammenlegung zweier Hausparzellen entstanden, Fletz und Gastraum im Erdgeschoss sowie Treppenläufe gewölbt, im Kern 17. Jahrhundert, Fassade 1962 vereinfacht. | D-1-89-157-9                                  | weitere Bilder                    |
| Hauptstraße 7 (Standort)                    | Wohnhaus                                        | Wohnhaus, dreigeschossig mit Pultdach, Vorschussmauer und zweistöckigem Erker, Flur und Treppenhaus gewölbt, 16./17. Jahrhundert, Fassade 1. Hälfte 20. Jahrhundert erneuert; 1984/85 eingreifende Umbauten. | D-1-89-157-10                                 | weitere Bilder                    |
| Hauptstraße 9 (Standort)                    | Wohnhaus                                        | Wohnhaus, dreigeschossig mit ausgebautem Dachgeschoss, Vorschussmauer und Pultdach, im Kern 17./18. Jahrhundert, Fassade um 1980 renoviert. | D-1-89-157-12                                 | weitere Bilder                    |
| Hauptstraße 10 (Standort)                   | Wohnhaus                                        | Wohnhaus, dreigeschossig mit Vorschussmauer, Flur im Erdgeschoss gewölbt, im Kern wohl 17. Jahrhundert | D-1-89-157-14                                 | weitere Bilder                    |
| Hauptstraße 11 (Standort)                   | Wohnhaus                                        | Wohnhaus, dreigeschossig mit Treppengiebel, Erker und großem rundbogigem Eingang, im Kern 16./17. Jahrhundert | D-1-89-157-15                                 | weitere Bilder                    |
| Hauptstraße 12 (Standort)                   | Wohnhaus                                        | Wohnhaus, dreigeschossig mit Vorschussmauer, Satteldach und Erker, Inneres größtenteils gewölbt, 17./18. Jahrhundert | D-1-89-157-16                                 | weitere Bilder                    |
| Hauptstraße 13 (Standort)                   | Wohnhaus                                        | Wohnhaus, dreigeschossig mit Vorschussmauer, Satteldach und Erker, im Kern wohl 17. Jahrhundert | D-1-89-157-17                                 | weitere Bilder                    |
| Hauptstraße 16; Hauptstraße 18 (Standort)   | Wohnhaus                                        | Wohnhaus, dreigeschossig mit Vorschussmauer und Satteldach, Erker über getreppter Spitzkonsole ansetzend, im Kern 16. Jahrhundert, zweiflügelige Haustür, letztes Viertel 19. Jahrhundert | D-1-89-157-19                                 | weitere Bilder                    |
| Hauptstraße 22 (Standort)                   | Wohnhaus                                        | Wohnhaus, dreigeschossig mit Vorschussmauer, Satteldach und Erker, im Kern wohl 17. Jahrhundert | D-1-89-157-21                                 | weitere Bilder                    |
| Hauptstraße 23 (Standort)                   | Wohnhaus                                        | Wohnhaus, dreigeschossig mit hoher Vorschussmauer, Satteldach und flachem Erker, im Kern 16. Jahrhundert, Fassade um 1970/80 erneuert. | D-1-89-157-22                                 | weitere Bilder                    |
| Hauptstraße 24 (Standort)                   | Rathaus                                         | Rathaus, stattlicher viergeschossiger Bau mit zwei getreppten Giebeln, Fassade in Andeutung zweier Hausteile unterschiedlich gegliedert, mit zweistöckigem Erker am östlichen und stuckiertem Stadtwappen am westlichen Teil, nach Plänen von Sebastian Polz, erbaut 1914/15. | D-1-89-157-23                                 | weitere Bilder                    |
| Hauptstraße 26 (Standort)                   | Wohnhaus                                        | Wohnhaus, dreigeschossig mit Treppengiebel und Satteldach, Kastenerker über getreppten Konsolen ansetzend, 16. Jahrhundert | D-1-89-157-24                                 | weitere Bilder                    |
| Hauptstraße 27 (Standort)                   | Wohnhaus mit Café (ehemals Gasthof)             | Wohnhaus mit Café (ehemals Gasthof), stattlicher dreigeschossiger Bau, im Kern um 1700, Fassade mit zwei neubarocken Wellengiebeln, um 1933. | D-1-89-157-26                                 | weitere Bilder                    |
| Hauptstraße 28 (Standort)                   | Wohnhaus mit Laden (ehemals Gastwirtschaft)     | Wohnhaus mit Laden (ehemals Gastwirtschaft), dreigeschossig mit Vorschussmauer und Satteldach, im Kern noch 17./18. Jahrhundert, Fassade 1965 vereinfacht. | D-1-89-157-25                                 | weitere Bilder                    |
| Hauptstraße 29 (Standort)                   | Wohnhaus                                        | Wohnhaus, schmaler dreigeschossiger Bau mit Vorschussmauer, im Kern 17./18. Jahrhundert, Fassade vereinfacht. | D-1-89-157-27                                 | Wohnhaus                          |
| Hauptstraße 32 (Standort)                   | Wohnhaus                                        | Wohnhaus, dreigeschossig mit Treppengiebel und zweistöckigem Erker, im Kern wohl noch 17. Jahrhundert, sonst 19. Jahrhundert, Fassade im Erdgeschoss rustiziert. | D-1-89-157-29                                 | weitere Bilder                    |
| Hauptstraße 34 (Standort)                   | Wohnhaus                                        | Wohnhaus, dreigeschossig mit Vorschussmauer, Satteldach und Erker, im Kern 17./18. Jahrhundert, Fassade 1. Hälfte 20. Jahrhundert erneuert. | D-1-89-157-30                                 | weitere Bilder                    |
| Hauptstraße 39 (Standort)                   | Ehemaliger Gasthof zur Stiege                   | Ehemaliger Gasthof zur Stiege, dreigeschossiger giebelständiger Satteldachbau, östlicher Bauteil um eine Fensterachse zurückspringend, Fletz im ersten Obergeschoss mit Stichkappentonne, 17. Jahrhundert, rundbogiger Hauseingang mit geschnitzter Tür, bezeichnet 1915; nordöstlich anschließend Wohnhaus, dreigeschossig mit flach geneigtem, überstehendem Satteldach, im Kern wohl noch 17. Jahrhundert | D-1-89-157-31                                 | weitere Bilder                    |
| Hauptstraße 40 (Standort)                   | Wohnhaus                                        | Wohnhaus, dreigeschossig mit Vorschussmauer, im Kern wohl noch 18. Jahrhundert | D-1-89-157-32                                 | weitere Bilder                    |
| Hauptstraße 43 (Standort)                   | Wohnhaus                                        | Wohnhaus, schmaler dreigeschossiger Bau mit Vorschussmauer und Pultdach, im Kern wohl noch 18. Jahrhundert | D-1-89-157-34                                 | weitere Bilder                    |
| Hauptstraße 49 (Standort)                   | Wohnhaus                                        | Wohnhaus, viergeschossig mit Vorschussmauer und reicher historisierender Fassadengliederung, erbaut 1902, mit älteren Resten. | D-1-89-157-35                                 | weitere Bilder                    |
| Hauptstraße 51 (Standort)                   | Wohnhaus                                        | Wohnhaus, viergeschossig mit Vorschussmauer und historisierender Fassadengliederung, erbaut 1902, mit älterem Kern. | D-1-89-157-36                                 | weitere Bilder                    |
| Hauptstraße 56 (Standort)                   | Wohnhaus                                        | Wohnhaus, dreigeschossig mit Vorschussmauer und Bodenerker, Ende 19. Jahrhundert; verzierte Haustür, gleichzeitig. | D-1-89-157-37                                 | weitere Bilder                    |
| Hauptstraße 57 (Standort)                   | Wohnhaus                                        | Wohnhaus, traufständiges Eckhaus, an der Ostseite gezinnter Giebel, bezeichnet 1902; Inschrifttafel mit Hinweis auf Wiederaufbau dieses und der vier westlich anschließenden Häuser im Jahr 1902 nach Brand vom November 1901. | D-1-89-157-38                                 | weitere Bilder                    |
| Hauptstraße 60 (Standort)                   | Wohnhaus                                        | Wohnhaus, dreigeschossig mit Erker, reicher neubarocker Fassadengliederung und geschweiftem Giebel, um 1900, mit älterem Kern; Ladeneinbau und verzierte Haustür, um 1900. | D-1-89-157-39                                 | weitere Bilder                    |
| Marienplatz (Standort)                      | Mariensäule                                     | neugotisch, 1858. | D-1-89-157-42                                 | weitere Bilder                    |
| Marienplatz 1 (Standort)                    | Martersäule aus Rotmarmor                       | Martersäule aus Rotmarmor, mit vier figürlichen Reliefs, durch Stifterinschrift bezeichnet 1520; Neuaufstellung 1999, zuvor bei Traunsteiner Straße 16. | D-1-89-157-53                                 | Martersäule aus Rotmarmor         |
| Marienplatz 1 (Standort)                    | Katholische Stadtpfarrkirche St. Andreas        | unverputzter Tuffquaderbau, Chor und nördliche Seitenkapelle wohl vom 1420 geweihten Vorgängerbau, Langhaus dreischiffige Halle, 1498–1504, Turm im Unterbau noch spätgotisch um 1500, sonst barock, Verlängerung des Langhauses und Vorhalle 1866–69; mit Ausstattung; Kriegergedächtniskapelle, um 1920.                                                                                                   | D-1-89-157-41                                 | weitere Bilder                    |
| Marienplatz 5 (Standort)                    | Ehemaliges Kapuzinerhäuschen                    | Ehemaliges Kapuzinerhäuschen, später Wachstube, jetzt Wohn- und Geschäftshaus, schmaler, zweigeschossiger Flachsatteldachbau mit niedriger Giebelvorschussmauer, Anfang 18. Jahrhundert, in 1930er und 1950er Jahren umgebaut. | D-1-89-157-178                                | weitere Bilder                    |
| Marienplatz 6 (Standort)                    | Wohnhaus                                        | dreigeschossig, mit vorgezogenem südwestlichen Flügel, flaches Satteldach mit weitem Überstand, im Kern 16./17. Jh. | D-1-89-157-169                                | BW                                |
| Markt Mülleranger 1 (Standort)              | Postsaal                                        | Postsaal, ehemals Saaltrakt des Gasthauses Post (vgl. Vormarkt 30), über gewölbtem Erdgeschoss des 16./17. Jahrhunderts Festsaal mit Bühne, Mitte 19. Jahrhundert, um 1920/30 neu ausgestaltet, Umbau 1995/97. | D-1-89-157-171                                | BW                                |
| Schloßberg 1 (Standort)                     | Katholische Kapelle St. Michael                 | Katholische Kapelle St. Michael, über älterer Grundlage 1624 neu erbaut, mit spätgotischer Sakristei; mit Ausstattung. | D-1-89-157-44                                 | BW                                |
| Schloßberg 1 (Standort)                     | Stadtmauer aus unverputztem Tuffquadermauerwerk | Stadtmauer aus unverputztem Tuffquadermauerwerk, begonnen Mitte 13. Jahrhundert, verstärkt seit 1420, Ausbau bis Anfang des 16. Jahrhunderts, zieht sich vom früheren Pflegschloss bis zur Schulstraße, wird dort unterbrochen, um kurz vor dem früheren Pflegschloss wieder einzusetzen. | D-1-89-157-1                                  | BW                                |
| Schloßbergweg (Standort)                    | Reste der alten Befestigungsmauer               | Reste der alten Befestigungsmauer, 13.–16. Jahrhundert; zwischen dem Turm des sogenannten Schebenschlössls und dem Haus Hauptstraße 1 a/b. | D-1-89-157-1 zugehörig (früher D-1-89-157-45) | Reste der alten Befestigungsmauer |
| Schloßberg 2 (Standort)                     | Sogenanntes Schebenschlössl                     | Sogenanntes Schebenschlössl, gotisierender Bau des späten 19. Jahrhunderts; eingeschlossen Rundturm der ehemaligen Trostberger Burg des 16. Jahrhunderts | D-1-89-157-43                                 | Sogenanntes Schebenschlössl       |
| Siegertweg 1 (Standort)                     | Sogenanntes Siegertschlössel                    | Sogenanntes Siegertschlössel, Bauanlage im Stil der Romantik; Wohnhaus, zweigeschossig mit Satteldach und Treppengiebel, 1845–48, Nebengebäude mit Satteldach, Rundturm mit Zinnenkranz; Einfriedung mit gemauertem Torbogen und Einlass, 1864. | D-1-89-157-46                                 | Sogenanntes Siegertschlössel      |
| Traunsteiner Straße 1 (Standort)            | Sogenannter Pfaukeller                          | Sogenannter Pfaukeller, Gartenwirtschaft, zweigeschossiger Putzbau mit Halbwalmdach, Mitte 19. Jahrhundert; zugehörig zweigeschossiges Nebengebäude mit Halbwalmdach, Mitte 19. Jahrhundert; Kelleranlage, frühes 19. Jahrhundert | D-1-89-157-47                                 | Sogenannter Pfaukeller            |
| Traunsteiner Straße 2 (Standort)            | Wohnhaus                                        | Wohnhaus, dreigeschossiges Eckhaus mit Gesimsgliederung und Giebelzinne, um 1900. | D-1-89-157-48                                 | BW                                |
| Traunsteiner Straße 4 (Standort)            | Wohnhaus                                        | Wohnhaus, zweigeschossig mit vorkragendem Flachsatteldach, 2. Hälfte 19. Jahrhundert, im Kern wohl 17./18. Jahrhundert | D-1-89-157-49                                 | Wohnhaus                          |
| Traunsteiner Straße 6 (Standort)            | Wohnhaus                                        | Wohnhaus, zweigeschossig mit vorkragendem Flachsatteldach, wohl um 1800. | D-1-89-157-50                                 | Wohnhaus                          |
| Traunsteiner Straße 8 (Standort)            | Wohnhaus                                        | Wohnhaus, zweigeschossig mit ausgebautem Dachgeschoss und vorkragendem Flachsatteldach, im Kern 2. Hälfte 19. Jahrhundert; am Obergeschoss Stuckrelief der Büste Christi. | D-1-89-157-51                                 | Wohnhaus                          |
| Traunsteiner Straße 10 (Standort)           | Wohnhaus                                        | Wohnhaus, zweigeschossig mit vorkragendem Flachsatteldach, 2. Hälfte 19. Jahrhundert, im Kern barockzeitlich. | D-1-89-157-52                                 | BW                                |
| Vormarkt 2 a; Vormarkt 4 (Standort)         | Wohnhaus                                        | Wohnhaus, viergeschossig mit Satteldach, westlicher Bauteil um eine Fensterachse zurückgesetzt, im Kern wohl 17. Jahrhundert | D-1-89-157-55                                 | weitere Bilder                    |
| Vormarkt 11 (Standort)                      | Wohn- und Geschäftshaus                         | Wohn- und Geschäftshaus, viergeschossiger traufständiger Mansarddachbau mit dreistöckigem Kastenerker und Ziergiebel, reiche Fassadengliederung in Neurenaissance- und neubarocken Formen, bezeichnet 1903. | D-1-89-157-58                                 | weitere Bilder                    |
| Vormarkt 16 (Standort)                      | Eingemauerter Gedenkstein                       | Eingemauerter Gedenkstein, Rotmarmor, bezeichnet 1554. | D-1-89-157-59                                 | weitere Bilder                    |
| Vormarkt 26 (Standort)                      | Wohnhaus mit Vorschussmauer                     | Wohnhaus mit Vorschussmauer, im Kern 17. Jahrhundert, Obergeschoss-Ausbau und barockisierende Putzgliederung der Fassade von Prof. Hans Haggenmiller (München), 1914; Hausmadonna, von Sebastian Osterrieder, um 1908; altertümliche schwere Gartenmauer an der Verbindungsgasse zur Alz, wohl 17. Jahrhundert                                                                                               | D-1-89-157-60                                 | Wohnhaus mit Vorschussmauer       |
| Vormarkt 27 (Standort)                      | Wohn- und Geschäftshaus                         | Wohn- und Geschäftshaus, viergeschossig mit Vorschussmauer und reicher historistischer Fassadengliederung, um 1900. | D-1-89-157-62                                 | weitere Bilder                    |
| Vormarkt 28 (Standort)                      | Wohnhaus                                        | Wohnhaus, dreigeschossig mit Treppengiebel und zweistöckigem Erker, im Kern wohl noch 17. Jahrhundert, Fassade Mitte 20. Jahrhundert erneuert. | D-1-89-157-61                                 | BW                                |
| Vormarkt 30 (Standort)                      | Hotel zur Post                                  | Hotel zur Post, entstanden aus der Zusammenlegung zweier Brauereigasthöfe des frühen 18. Jahrhunderts, vereinheitlichende zehnachsige Fassade mit hoher Vorschussmauer, um 1900, 1953 grundlegende Erneuerung des Gebäudeinneren; rückwärts angeschlossen Saaltrakt (Postsaal), siehe Markt Mülleranger 1.                                                                                                   | D-1-89-157-63                                 | weitere Bilder                    |
| Vormarkt 36 (Standort)                      | Katholische Kapelle St. Sebastian               | Katholische Kapelle St. Sebastian, Putzbau mit eingezogenem halbrunden Chor und Dachreiter, im Inneren bezeichnet 1651, Zwiebelhaube 1978–81 rekonstruiert; mit Ausstattung. | D-1-89-157-64                                 | weitere Bilder                    |
| Vormarkt 37 (Standort)                      | Wohnhaus                                        | Wohnhaus, zweigeschossiger giebelständiger Satteldachbau, frühes 19. Jahrhundert; großes Fresko, Mitte 20. Jahrhundert restauriert. | D-1-89-157-65                                 | Wohnhaus                          |
| Vormarkt 38 (Standort)                      | Ehemals Amtsgericht                             | Ehemals Amtsgericht, stattlicher freistehender Bau, zweigeschossig mit Mezzanin, Standerker und reicher Putzgliederung, um 1800 erbaut, Walmdach Ende 19. Jahrhundert; 1986/88 im Inneren stark verändert. | D-1-89-157-66                                 | weitere Bilder                    |
| Vormarkt 46 (Standort)                      | Wohnhaus                                        | Wohnhaus, zweigeschossiger giebelständiger Satteldachbau, Kastenerker über profilierter Holzkonsole ansetzend, im Kern 17./18. Jahrhundert | D-1-89-157-68                                 | weitere Bilder                    |

### Allerting
| Lage                      | Objekt         | Beschreibung | Akten-Nr.     | Bild |
| ------------------------- | -------------- | --- | ------------- | ---- |
| Allerting 1 (Standort)    | Bundwerkstadel | Sehr stattlicher, ehemals dreitenniger Bundwerkstadel (Südflügel des Vierseithofes), Mitte 19. Jahrhundert; nordöstlich ehemaliges Brechelbad mit offenem Bundwerküberbau, 1826. | D-1-89-157-69 | BW   |
| Flur Allerting (Standort) | Hofkapelle     | Hofkapelle, neugotisch, mit Spitzturm, erbaut 1906; mit Ausstattung. | D-1-89-157-70 | BW   |

### Armutsham
| Lage                   | Objekt                                       | Beschreibung                                                                                          | Akten-Nr.     | Bild |
| ---------------------- | -------------------------------------------- | --- | ------------- | ---- |
| Armutsham 6 (Standort) | Bundwerkstadel (Südflügel des Dreiseithofes) | Bundwerkstadel (Südflügel des Dreiseithofes), mit reichen Zierformen und Bemalungen, bezeichnet 1846. | D-1-89-157-72 | BW   |

### Aspertsham
| Lage                       | Objekt                                                        | Beschreibung | Akten-Nr.     | Bild |
| -------------------------- | ------------------------------------------------------------- | --- | ------------- | ---- |
| Aspertsham 6 (Standort)    | An Stadelneubau (bezeichnet 1981) übernommene Bundwerkpartien | An Stadelneubau (bezeichnet 1981) übernommene Bundwerkpartien, um 1860; vom abgetragenen Bundwerkstadel des ehemaligen Vierseithofes. | D-1-89-157-73 | BW   |
| Nähe Aspertsham (Standort) | Kleine Feldkapelle                                            | Kleine Feldkapelle, wohl 1831; am südlichen Ortsrand.                                                                                 | D-1-89-157-74 | BW   |

### Baumgarten
| Lage                    | Objekt                                                         | Beschreibung | Akten-Nr.     | Bild |
| ----------------------- | -------------------------------------------------------------- | ------------ | ------------- | ---- |
| Baumgarten 1 (Standort) | Reich dekorierter Bundwerkstadel (Südflügel des Vierseithofes) | vor 1850.    | D-1-89-157-75 | BW   |

### Benetsham
| Lage                   | Objekt                                                  | Beschreibung | Akten-Nr.      | Bild |
| ---------------------- | ------------------------------------------------------- | --- | -------------- | ---- |
| Benetsham 9 (Standort) | Wohnteil des Bauernhauses, Nordflügel des Vierseithofes | zweigeschossiger Flachsatteldachbau mit Kniestock, Putzgliederung und reich gestalteter Haustür, um 1860, im Kern älter. | D-1-89-157-189 | BW   |

### Bergham
| Lage                       | Objekt          | Beschreibung | Akten-Nr.     | Bild |
| -------------------------- | --------------- | --- | ------------- | ---- |
| Berghamer Leite (Standort) | Brentanokapelle | Sogenannte Brentanokapelle, als Votivkapelle 1853 von Karl August von Brentano in neugotischen Formen erbaut; mit Ausstattung; an der Straße nach Feichten a. d.Alz. | D-1-89-157-77 | BW   |
| Mooswiesen (Standort)      | Privatkapelle   | Privatkapelle, neugotisch, bezeichnet 1861; mit Ausstattung; bei Haus Nummer 10.                                                                                     | D-1-89-157-76 | BW   |

### Biburg
| Lage                            | Objekt                                                          | Beschreibung                                                                      | Akten-Nr.     | Bild |
| ------------------------------- | --------------------------------------------------------------- | --------------------------------------------------------------------------------- | ------------- | ---- |
| Biburg 2 (Standort)             | Querstadel des Dreiseithofes mit Bundwerk                       | Querstadel des Dreiseithofes mit Bundwerk, bezeichnet 1861.                       | D-1-89-157-79 | BW   |
| Biburg 5; Biburg 5 a (Standort) | Zugehörig frei aufgestellter Getreidekasten mit Bundwerk-Vorbau | Zugehörig frei aufgestellter Getreidekasten mit Bundwerk-Vorbau, bezeichnet 1823. | D-1-89-157-78 | BW   |

### Birn
| Lage                 | Objekt         | Beschreibung                                            | Akten-Nr.     | Bild |
| -------------------- | -------------- | ------------------------------------------------------- | ------------- | ---- |
| Flur Birn (Standort) | Kleine Kapelle | Kleine Kapelle, mit Zeltdach, 1. Hälfte 19. Jahrhundert | D-1-89-157-80 | BW   |

### Brünhausen
| Lage                    | Objekt                                                  | Beschreibung                                                         | Akten-Nr.     | Bild |
| ----------------------- | ------------------------------------------------------- | -------------------------------------------------------------------- | ------------- | ---- |
| Brünhausen 1 (Standort) | Stadel mit Gitterbundwerk (Südflügel des Vierseithofes) | Stadel mit Gitterbundwerk (Südflügel des Vierseithofes), um 1850/60. | D-1-89-157-81 | BW   |

### Deinting
| Lage                  | Objekt                                          | Beschreibung | Akten-Nr.     | Bild           |
| --------------------- | ----------------------------------------------- | --- | ------------- | -------------- |
| Deinting 5 (Standort) | Lang gestreckter Einfirsthof                    | Lang gestreckter Einfirsthof, Wohnteil zweieinhalbgeschossig mit Putzgliederung, bezeichnet 1908. | D-1-89-157-84 | BW             |
| Deinting 7 (Standort) | Katholische Kirche St. Sixtus und St. Sebastian | Katholische Kirche St. Sixtus und St. Sebastian, spätgotischer Nagelfluhquaderbau, 1483–92, Westturm 1506 ff.; mit Ausstattung; Friedhofskapelle, spätgotischer Nagelfluhquaderbau, 15. Jahrhundert; mit Ausstattung. | D-1-89-157-82 | weitere Bilder |

### Deisenham
| Lage                    | Objekt                                       | Beschreibung | Akten-Nr.     | Bild |
| ----------------------- | -------------------------------------------- | --- | ------------- | ---- |
| Deisenham 19 (Standort) | Wohnstallhaus (Nordflügel des Vierseithofes) | Wohnstallhaus (Nordflügel des Vierseithofes), mit Putzgliederung, 1912 erbaut; Stallstadel (Ostflügel), mit Bundwerk-Obergeschoss, um 1860. | D-1-89-157-85 | BW   |
| Deisenham 21 (Standort) | Zuhaus                                       | Zuhaus, zweigeschossiger Satteldachbau, um 1860.                                                                                            | D-1-89-157-86 | BW   |

### Dieding
| Lage                  | Objekt                                      | Beschreibung | Akten-Nr.     | Bild |
| --------------------- | ------------------------------------------- | --- | ------------- | ---- |
| Dieding 5 (Standort)  | Ehemaliges Bauernhaus                       | Wohnstallhaus mit Blockbau-Obergeschoss und verbretterter Hochlaube, wohl Mitte 18. Jahrhundert, Erdgeschoss nachträglich (1819?) ausgemauert. | D-1-89-157-87 | BW   |
| Dieding 11 (Standort) | Wohnstallhaus (Ostflügel des Vierseithofes) | mit Blockbau-Obergeschoss und Giebellaube, 18. Jahrhundert; westlich Stadel mit reicher Bundwerkfront, Mitte 19. Jahrhundert                   | D-1-89-157-88 | BW   |
| Dieding 15 (Standort) | Bundwerkstadel                              | Westflügel des Vierseithofes, Mitte 19. Jahrhundert                                                                                            | D-1-89-157-90 | BW   |
| Dieding 17 (Standort) | Zugehörig erneuerter                        | Zugehörig erneuerter, frei stehender Getreidekasten, 18./19. Jahrhundert, über gemauertem Erdgeschoss.                                         | D-1-89-157-89 | BW   |

### Edling
| Lage                 | Objekt      | Beschreibung                                                                             | Akten-Nr.     | Bild |
| -------------------- | ----------- | ---------------------------------------------------------------------------------------- | ------------- | ---- |
| In Edling (Standort) | Feldkapelle | Feldkapelle, neugotisch, mit Dachreiter, wohl Mitte 19. Jahrhundert; nördlich des Ortes. | D-1-89-157-91 | BW   |

### Engertsham
| Lage                       | Objekt                                  | Beschreibung | Akten-Nr.     | Bild |
| -------------------------- | --------------------------------------- | --- | ------------- | ---- |
| Engertsham 18 (Standort)   | Wohnstallhaus mit Blockbau-Obergeschoss | Wohnstallhaus mit Blockbau-Obergeschoss, im Kern 17./18. Jahrhundert, Dach erneuert.                                                | D-1-89-157-93 | BW   |
| Nähe Engertsham (Standort) | Leonhardskapelle                        | Leonhardskapelle, mit Putzgliederung und Schopfwalmdach, wohl 19. Jahrhundert; mit Ausstattung; nordöstlich Engertsham in der Flur. | D-1-89-157-92 | BW   |

### Gainharting
| Lage                     | Objekt                                       | Beschreibung                                                     | Akten-Nr.     | Bild |
| ------------------------ | -------------------------------------------- | ---------------------------------------------------------------- | ------------- | ---- |
| Gainharting 3 (Standort) | Bundwerkstadel (Südflügel des Dreiseithofes) | Bundwerkstadel (Südflügel des Dreiseithofes), um 1860.           | D-1-89-157-98 | BW   |
| Gainharting 4 (Standort) | Bauernhaus                                   | Bauernhaus, Wohnteil mit Blockbau-Obergeschoss, bezeichnet 1677. | D-1-89-157-99 | BW   |

### Gerharding
| Lage                    | Objekt                                       | Beschreibung | Akten-Nr.      | Bild |
| ----------------------- | -------------------------------------------- | --- | -------------- | ---- |
| Gerharding 3 (Standort) | Bundwerkstadel (Südflügel des Vierseithofes) | Bundwerkstadel (Südflügel des Vierseithofes), bezeichnet 1847. | D-1-89-157-100 | BW   |
| Gerharding 5 (Standort) | Bundwerkstadel (Südflügel des Vierseithofes) | Bundwerkstadel (Südflügel des Vierseithofes), nach Mitte 19. Jahrhundert; „Hütte“ (Westflügel), mit Bundwerk und eingebautem Getreidekasten, nach Mitte 19. Jahrhundert | D-1-89-157-101 | BW   |

### Grafischen
| Lage                    | Objekt                                | Beschreibung                                                                     | Akten-Nr.      | Bild |
| ----------------------- | ------------------------------------- | -------------------------------------------------------------------------------- | -------------- | ---- |
| Grafischen 1 (Standort) | „Hütte“ (Ostflügel des Vierseithofes) | „Hütte“ (Ostflügel des Vierseithofes), mit Bundwerk und Getreidekasten, um 1870. | D-1-89-157-173 | BW   |

### Gumpertsham
| Lage                        | Objekt         | Beschreibung                                                     | Akten-Nr.      | Bild |
| --------------------------- | -------------- | ---------------------------------------------------------------- | -------------- | ---- |
| Gumpertsham 1 (Standort)    | Getreidekasten | Getreidekasten, dreigeschossig, 18./19. Jahrhundert              | D-1-89-157-108 | BW   |
| Nähe Römerstraße (Standort) | Kapelle        | Kapelle, quadratischer Bau mit Spitzhelm, angeblich erbaut 1880. | D-1-89-157-109 | BW   |

### Gunerfing
| Lage                   | Objekt                                                                                 | Beschreibung | Akten-Nr.      | Bild |
| ---------------------- | -------------------------------------------------------------------------------------- | --- | -------------- | ---- |
| Gunerfing 4 (Standort) | Bundwerkfront am nach Osten ausgerichteten Wirtschaftsteil des ehemaligen Bauernhauses | Bundwerkfront am nach Osten ausgerichteten Wirtschaftsteil des ehemaligen Bauernhauses, nach Mitte 19. Jahrhundert | D-1-89-157-110 | BW   |

### Günzelham
| Lage                   | Objekt                                                     | Beschreibung | Akten-Nr.      | Bild |
| ---------------------- | ---------------------------------------------------------- | --- | -------------- | ---- |
| Günzelham 3 (Standort) | Bauernhaus mit Blockbau-Obergeschoss                       | Bauernhaus mit Blockbau-Obergeschoss, im Kern 17./18. Jahrhundert, am Giebel bezeichnet 1852, Bundwerk am Wirtschaftsteil, bezeichnet 185(?). | D-1-89-157-106 | BW   |
| Günzelham 8 (Standort) | Am Wirtschaftsteil des Bauernhauses reiches Gitterbundwerk | Am Wirtschaftsteil des Bauernhauses reiches Gitterbundwerk, Mitte 19. Jahrhundert                                                             | D-1-89-157-105 | BW   |
| Günzelham 9 (Standort) | Privatkapelle                                              | Privatkapelle, sogenannte Heindlkapelle, Satteldachbau, wohl von 1865.                                                                        | D-1-89-157-104 | BW   |

### Heiligkreuz
| Lage                      | Objekt                          | Beschreibung | Akten-Nr.      | Bild                            |
| ------------------------- | ------------------------------- | --- | -------------- | ------------------------------- |
| Kirchstraße 1 (Standort)  | Katholische Kirche Heilig Kreuz | Katholische Kirche Heilig Kreuz, spätgotischer Nagelfluhquaderbau, zweischiffiges Langhaus mit südlich angesetztem Turm, in drei Abschnitten wohl ab Mitte des 15. Jahrhunderts bis 1482 errichtet; mit Ausstattung. | D-1-89-157-111 | Katholische Kirche Heilig Kreuz |
| Kirchstraße 3 (Standort)  | Alter Pfarrhof                  | Alter Pfarrhof, zweigeschossig mit Schopfwalmdach, um 1650/60 und 1690, Umbau 1795. | D-1-89-157-112 | BW                              |
| Kirchstraße 12 (Standort) | Neuer Pfarrhof                  | Neuer Pfarrhof, zweigeschossiger Satteldachbau im barockisierenden Heimatstil, 1923, hakenförmig angeschlossen erdgeschossiges Nebengebäude, wohl gleichzeitig.                                                      | D-1-89-157-113 | BW                              |

### Hochwies
| Lage                            | Objekt              | Beschreibung | Akten-Nr.      | Bild |
| ------------------------------- | ------------------- | --- | -------------- | ---- |
| Schwarzauer Straße 5 (Standort) | Laufwasserkraftwerk | Laufwasserkraftwerk, 1909/10 erbaut als Kraftwerk I der Bayerischen Stickstoff-Werke AG (später Süddeutsche Kalkstickstoffwerke, heute Degussa); Wassereinlass, Maschinenhalle mit Anbauten über dem Alzkanal, westlich dreigeschossiger Kopfbau mit Walmdach, gegenüberliegend Leerschuss; mit Ausstattung (u. a. vier Maschinensätze mit Francis-Zwillingsturbinen, gekuppelten Schwungrad-Generatoren und erneuerten Reglern). | D-1-89-157-172 | BW   |

### Irschenham
| Lage                    | Objekt                                                                  | Beschreibung                                                                      | Akten-Nr.      | Bild |
| ----------------------- | ----------------------------------------------------------------------- | --------------------------------------------------------------------------------- | -------------- | ---- |
| Irschenham 2 (Standort) | Stadel (Südflügel des Vierseithofes) mit Gitterbundwerk am Obergeschoss | Stadel (Südflügel des Vierseithofes) mit Gitterbundwerk am Obergeschoss, um 1860. | D-1-89-157-115 | BW   |

### Kaps
| Lage              | Objekt                                                          | Beschreibung                                                                           | Akten-Nr.      | Bild |
| ----------------- | --------------------------------------------------------------- | -------------------------------------------------------------------------------------- | -------------- | ---- |
| Kaps 6 (Standort) | Stadel (Südflügel des Dreiseithofes) mit reichem Gitterbundwerk | Stadel (Südflügel des Dreiseithofes) mit reichem Gitterbundwerk, Mitte 19. Jahrhundert | D-1-89-157-116 | BW   |

### Kronest
| Lage                            | Objekt                                       | Beschreibung | Akten-Nr.      | Bild |
| ------------------------------- | -------------------------------------------- | --- | -------------- | ---- |
| Kronest 1; Kronest 2 (Standort) | Wohnstallhaus (Nordflügel des Vierseithofes) | Wohnstallhaus (Nordflügel des Vierseithofes), zweigeschossiger verputzter Satteldachbau mit gewölbtem Fletz, 2. Hälfte 19. Jahrhundert, mit späteren Veränderungen; Stall (Westflügel), lang gestreckter Mauerwerksbau, über gusseisernen Stützen gewölbt, um 1905; Stadel (Südflügel), zweitennig, gemauert, mit Holzverschalung, um 1871; Holzlege unter Verwendung älterer Bauteile der abgebrochenen Hütte, 1. Hälfte 18. Jahrhundert und Mitte 20. Jahrhundert | D-1-89-157-117 | BW   |
| Kronest 2 (Standort)            | Zuhaus                                       | Zuhaus, zweigeschossiger Flachsatteldachbau mit Eckpilastern und reichen Fresken in der Art des Trostberger Malers Franz Josef Soll, um 1780/90. | D-1-89-157-118 | BW   |

### Lindach
| Lage                                           | Objekt                                | Beschreibung | Akten-Nr.      | Bild                                  |
| ---------------------------------------------- | ------------------------------------- | --- | -------------- | ------------------------------------- |
| Lindach 23 (Standort)                          | Kuratiehaus                           | Kuratiehaus, zweigeschossiger barockisierender Bau mit Putzgliederung, Halbwalmdach und Zwerchhaus, 1922/23. | D-1-89-157-122 | BW                                    |
| Lindach 28; Lindach 6 a; Lindach 26 (Standort) | Katholische Kirche St. Peter und Paul | Katholische Kirche St. Peter und Paul, spätgotischer Nagelfluhquaderbau, 15. Jahrhundert; mit Ausstattung; Friedhofskapelle, spätgotischer Nagelfluhquaderbau, 15. Jahrhundert; Friedhofsmauer, 16./17. Jahrhundert | D-1-89-157-119 | Katholische Kirche St. Peter und Paul |

### Mögling
| Lage                       | Objekt                               | Beschreibung | Akten-Nr.      | Bild                                 |
| -------------------------- | ------------------------------------ | --- | -------------- | ------------------------------------ |
| Möglinger Weg 1 (Standort) | Katholische Kirche Mariä Himmelfahrt | Katholische Kirche Mariä Himmelfahrt, einschiffiger Saalbau des 15. Jahrhunderts, barockisiert von Franz Alois Mayr, 1757; mit Ausstattung. | D-1-89-157-123 | Katholische Kirche Mariä Himmelfahrt |

### Moosham
| Lage                 | Objekt                                                                | Beschreibung | Akten-Nr.      | Bild |
| -------------------- | --------------------------------------------------------------------- | --- | -------------- | ---- |
| Moosham 3 (Standort) | Hofkapelle                                                            | Hofkapelle, bezeichnet 1875; mit Ausstattung. | D-1-89-157-126 | BW   |
| Moosham 3 (Standort) | Bundwerkstadel (Nordflügel des Vierseithofes) und „Hütte“ (Ostflügel) | Bundwerkstadel (Nordflügel des Vierseithofes) und „Hütte“ (Ostflügel) | D-1-89-157-124 | BW   |
| Moosham 5 (Standort) | Wohnstallhaus (Nordflügel des Vierseithofes)                          | Wohnstallhaus (Nordflügel des Vierseithofes), zweigeschossig mit Kniestock, Eckpilastern und Putzverzierungen, hofseitiges Türgewände bezeichnet 1841; Bundwerkstadel (Südflügel) mit reichen Verzierungen, bezeichnet 1836; Hütte an der Ostseite, mit Bundwerkobergeschoss und Halbwalmdach, 1. Hälfte 19. Jahrhundert | D-1-89-157-125 | BW   |

### Nunbichl
| Lage                                    | Objekt                                           | Beschreibung                                                                         | Akten-Nr.      | Bild |
| --------------------------------------- | ------------------------------------------------ | ------------------------------------------------------------------------------------ | -------------- | ---- |
| Johann-Namberger-Straße 31 (Standort)   | Ehemaliges Bauernhaus                            | Ehemaliges Bauernhaus, Wohnteil mit Blockbau-Obergeschoss, 2. Hälfte 18. Jahrhundert | D-1-89-157-128 | BW   |
| Johann-Namberger-Straße 34 (Standort)   | Erneuertes Bauernhaus mit traufseitigem Bundwerk | Erneuertes Bauernhaus mit traufseitigem Bundwerk, Mitte 19. Jahrhundert              | D-1-89-157-129 | BW   |
| Nähe Johann-Namberger-Straße (Standort) | Feldkapelle                                      | Feldkapelle, bezeichnet 1861, mit jüngerem Vorbau; mit Ausstattung.                  | D-1-89-157-127 | BW   |

### Oberfeldkirchen
| Lage                              | Objekt                               | Beschreibung | Akten-Nr.     | Bild                          |
| --------------------------------- | ------------------------------------ | --- | ------------- | ----------------------------- |
| Feldkirchner Straße 3 (Standort)  | Stadel (Südflügel des Vierseithofes) | Stadel (Südflügel des Vierseithofes), zweitennig mit Gitterbundwerkfeldern über den Toren, bezeichnet 1858. | D-1-89-157-97 | BW                            |
| Gainhartinger Straße 1 (Standort) | Stattlicher Vierseithof              | Stattlicher Vierseithof; Wohnstallhaus (Nordflügel), massiv, zweigeschossig mit Kniestock, um 1860/65; Bundwerkstadel (Südflügel) mit reichen Zierformen, bezeichnet 1865; Westflügel, mit gewölbtem Stall und hofseitigem Bundwerk, bezeichnet 1869; Ostflügel, mit gewölbtem Stall, etwa zeitgleich; Backhäuschen, gemauert, bezeichnet 1840, nordöstlich des Hofes. | D-1-89-157-96 | Stattlicher Vierseithof       |
| Tinninger Straße 3 (Standort)     | Katholische Kirche St. Thomas        | Katholische Kirche St. Thomas, spätgotischer Nagelfluhquaderbau, 15. Jahrhundert, im 17. und 18. Jahrhundert teilweise verändert; mit Ausstattung. Friedhofskapelle, Querbau über ovalem Grundriss, um 1730; mit Ausstattung. | D-1-89-157-94 | Katholische Kirche St. Thomas |

### Ort
| Lage             | Objekt  | Beschreibung                                                                       | Akten-Nr.      | Bild |
| ---------------- | ------- | ---------------------------------------------------------------------------------- | -------------- | ---- |
| Ort 1 (Standort) | Kapelle | Kapelle, Satteldachbau, 1. Drittel 19. Jahrhundert; 2004 nach Schädigung erneuert. | D-1-89-157-130 | BW   |

### Perating
| Lage                  | Objekt                 | Beschreibung | Akten-Nr.      | Bild |
| --------------------- | ---------------------- | --- | -------------- | ---- |
| Perating 2 (Standort) | Sekundärer Parallelhof | Sekundärer Parallelhof; Wohnstallhaus, Massivbau um 1850; südlich kleiner Parallelstadel mit Bundwerkobergeschoss, bezeichnet 1786. | D-1-89-157-131 | BW   |

### Pieling
| Lage                 | Objekt                                                         | Beschreibung | Akten-Nr.      | Bild |
| -------------------- | -------------------------------------------------------------- | --- | -------------- | ---- |
| Pieling 1 (Standort) | Ehemaliges Bauernhaus (Südflügel des vormaligen Dreiseithofes) | Ehemaliges Bauernhaus (Südflügel des vormaligen Dreiseithofes), mit Blockbau-Obergeschoss, am Ostgiebel bezeichnet 1628. | D-1-89-157-132 | BW   |

### Purkering
| Lage                      | Objekt        | Beschreibung                                                                  | Akten-Nr.      | Bild |
| ------------------------- | ------------- | ----------------------------------------------------------------------------- | -------------- | ---- |
| Nähe Purkering (Standort) | Privatkapelle | Privatkapelle, unverputzter Nagelfluhquaderbau, erbaut 1874; mit Ausstattung. | D-1-89-157-134 | BW   |

### Reut
| Lage              | Objekt                                       | Beschreibung | Akten-Nr.      | Bild |
| ----------------- | -------------------------------------------- | --- | -------------- | ---- |
| Reut 1 (Standort) | Hofkapelle mit Zeltdach                      | Hofkapelle mit Zeltdach, 1. Hälfte 19. Jahrhundert; an der Straße. | D-1-89-157-136 | BW   |
| Reut 1 (Standort) | Wohnstallhaus (Nordflügel des Vierseithofes) | Wohnstallhaus (Nordflügel des Vierseithofes), zweieinhalbgeschossiger Massivbau, über der Tür bezeichnet 1894; Stadel (Südflügel), mit reichem Gitterbundwerk, Mitte 19. Jahrhundert; Hütte (Ostflügel), mit Bundwerk und zweigeschossigem Getreidekasten, etwa zeitgleich. | D-1-89-157-135 | BW   |

### Rohrigham
| Lage                   | Objekt                                                                        | Beschreibung                                                                                                  | Akten-Nr.      | Bild |
| ---------------------- | ----------------------------------------------------------------------------- | --- | -------------- | ---- |
| Rohrigham 1 (Standort) | Kleine Hofkapelle                                                             | Kleine Hofkapelle, erbaut 1862; mit Ausstattung.                                                              | D-1-89-157-138 | BW   |
| Rohrigham 2 (Standort) | Stallstadel (Westflügel des Dreiseithofes) mit hofseitigem Bundwerk und Laube | Stallstadel (Westflügel des Dreiseithofes) mit hofseitigem Bundwerk und Laube, wohl 1. Hälfte 19. Jahrhundert | D-1-89-157-137 | BW   |

### Rosenberg
| Lage                                   | Objekt     | Beschreibung                               | Akten-Nr.      | Bild |
| -------------------------------------- | ---------- | ------------------------------------------ | -------------- | ---- |
| Flur Rosenberg; Rosenberg 1 (Standort) | Hofkapelle | Hofkapelle, wohl 1. Hälfte 19. Jahrhundert | D-1-89-157-139 | BW   |

### Schedling
| Lage                                  | Objekt                                                     | Beschreibung | Akten-Nr.      | Bild              |
| ------------------------------------- | ---------------------------------------------------------- | --- | -------------- | ----------------- |
| Pflegerweg 1 (Standort)               | Katholische Kapelle St. Johann Nepomuk                     | Katholische Kapelle St. Johann Nepomuk, 18. Jahrhundert; mit Ausstattung; neben Schedling 3. | D-1-89-157-141 | weitere Bilder    |
| Pflegerweg 4 (Standort)               | Wohnhaus                                                   | Wohnhaus, zweigeschossig, mit Halbwalmdach, wohl Ende 18. Jahrhundert, mit älterem Kern. | D-1-89-157-170 | weitere Bilder    |
| Schedling 6 (Standort)                | Ehemals Schloss Schedling                                  | Ehemals Schloss Schedling, später Institut der Englischen Fräulein, heute Schule; breit gelagerter, dreigeschossiger Baukörper, im Kern spätgotisch; nordwestlich angesetzter Flügel mit St.-Josefskapelle, am Deckenbild bezeichnet 1779. | D-1-89-157-146 | weitere Bilder    |
| Schedling 8 (Standort)                | Kapelle im Alten Krankenhaus (heute Alten- und Pflegeheim) | Kapelle im Alten Krankenhaus (heute Alten- und Pflegeheim), neugotisch, 1864/65; mit Ausstattung. | D-1-89-157-147 | BW                |
| Schedling 13 (Standort)               | Wohnhaus mit Flachgiebeldach                               | Wohnhaus mit Flachgiebeldach, im Kern 17./18. Jahrhundert; jetzt Teil des Stadtmuseums. | D-1-89-157-143 | BW                |
| Schedling 13; Pflegerweg 2 (Standort) | Stadtmuseum (Schedling 13)                                 | Stadtmuseum (Schedling 13, vormals Heimathaus) und ehemaliges Feuerwehrgerätehaus (Pflegerweg 2), zwei giebelständige Flachsatteldachbauten im ländlichen Heimatstil, durch schmalen Querbau mit Arkaden verbunden, nach Entwurf von Michael Steinbrecher, errichtet 1937–39; ehemaliger Ehrenhof zwischen den beiden versetzt angeordneten Trakten 2003 zum Foyer und Ausstellungsbereich umgestaltet. An der Fassade des Museumsgebäudes Wandfresko von Franz Joseph Soll, 2. Hälfte 18. Jahrhundert; vom ehemaligen Armenhaus Mitte der 1960er Jahre hierher übertragen. | D-1-89-157-142 | weitere Bilder    |
| Schedling 15 (Standort)               | Wohnhaus mit Flachgiebeldach                               | Wohnhaus mit Flachgiebeldach, im Kern 17./18. Jahrhundert | D-1-89-157-144 | weitere Bilder    |
| Schedling 21 (Standort)               | Gasthaus mit Sommerlaube                                   | Gasthaus mit Sommerlaube; Baugruppe aus zwei giebelständigen Satteldachbauten, an der hölzernen Sommerlaube des nördlichen Gebäudes bezeichnet 1897, im Kern älter. | D-1-89-157-145 | weitere Bilder    |
| Schedling 23 (Standort)               | Gasthof Schedling                                          | Gasthof Schedling, stattlicher, zweigeschossiger Massivbau mit flach geneigtem Satteldach, 2. Hälfte 19. Jahrhundert | D-1-89-157-3   | Gasthof Schedling |

### Schilling
| Lage                   | Objekt                                                              | Beschreibung | Akten-Nr.      | Bild |
| ---------------------- | ------------------------------------------------------------------- | --- | -------------- | ---- |
| Schilling 1 (Standort) | Bundwerkstadel (Südflügel des Vierseithofes) mit reichen Zierformen | Bundwerkstadel (Südflügel des Vierseithofes) mit reichen Zierformen, um 1845/60; quer dazu Stallstadel mit Bundwerk über Nagelfluh-Erdgeschoss, gleichzeitig. | D-1-89-157-148 | BW   |

### Schönharting
| Lage                      | Objekt | Beschreibung | Akten-Nr.      | Bild |
| ------------------------- | ------ | --- | -------------- | ---- |
| Schönharting 1 (Standort) | Großer | Großer, geschlossener Vierseithof der Zeit um 1860, größtenteils verputzt, mit einheitlichen flach geneigten Satteldächern; Wohnstallhaus, zweigeschossiger Putzbau; Hütte, gemauert; Stadel, zweitennig, gemauert mit Holzverschalung am Obergeschoss; Stallstadel, gemauert mit hofseitigem Bundwerk. | D-1-89-157-149 | BW   |

### Schwarzau
| Lage                                        | Objekt                                    | Beschreibung | Akten-Nr.      | Bild                                      |
| ------------------------------------------- | ----------------------------------------- | --- | -------------- | ----------------------------------------- |
| Kirchenstraße 4; Kirchenstraße 6 (Standort) | Katholische Pfarrkirche Mariä Himmelfahrt | Katholische Pfarrkirche Mariä Himmelfahrt, Satteldachbau mit flach gedecktem Saal und ausgeschiedenem Chor, südöstlich Turm vorgelagert, von Josef Wiedemann, 1950/51; mit Ausstattung. – Vorhof mit hangseitiger Einfriedungsmauer und Kolonnadengang vor der Kirchenfront, nordwestlich angebunden pavillonartiges Torhäuschen (Treppenaufgang), südlich Pfarrzentrum (Pfarrhaus und Kindergarten), leicht abgewinkelter erdgeschossiger Trakt mit Halbwalmdach, nach Planung von Josef Wiedemann. | D-1-89-157-174 | Katholische Pfarrkirche Mariä Himmelfahrt |

### Stolzenberg
| Lage                     | Objekt                                       | Beschreibung                                                            | Akten-Nr.      | Bild |
| ------------------------ | -------------------------------------------- | ----------------------------------------------------------------------- | -------------- | ---- |
| Stolzenberg 1 (Standort) | Bundwerkstadel (Südflügel des Vierseithofes) | Bundwerkstadel (Südflügel des Vierseithofes), 2. Hälfte 19. Jahrhundert | D-1-89-157-153 | BW   |

### Stöttling bei Pirach
| Lage                            | Objekt                                       | Beschreibung | Akten-Nr.      | Bild |
| ------------------------------- | -------------------------------------------- | --- | -------------- | ---- |
| Fischerleite (Standort)         | Kalvarienbergkapelle                         | Kalvarienbergkapelle, Putzbau mit Schopfwalmdach, im Kern spätes 18. Jahrhundert, um 1840 und um 1900 überformt; mit Ausstattung. | D-1-89-157-175 | BW   |
| Stöttling b.Pirach 1 (Standort) | Bundwerkstadel (Südflügel des Vierseithofes) | Bundwerkstadel (Südflügel des Vierseithofes), Mitte 19. Jahrhundert                                                               | D-1-89-157-151 | BW   |
| Stöttling b.Pirach 3 (Standort) | Feldkapelle                                  | Feldkapelle, mit Zeltdach, wohl Mitte 19. Jahrhundert                                                                             | D-1-89-157-152 | BW   |

### Tinning
| Lage                       | Objekt                                            | Beschreibung | Akten-Nr.      | Bild                                  |
| -------------------------- | ------------------------------------------------- | --- | -------------- | ------------------------------------- |
| Birkenstraße 16 (Standort) | Kleiner Einfirsthof                               | Kleiner Einfirsthof, Mitterstallbau mit Hakenschopf, Blockbau-Obergeschoss und altertümlichem Bundwerk am Tennenteil, Mitte 17. Jahrhundert                           | D-1-89-157-155 | BW                                    |
| Dorfstraße 16 (Standort)   | Ehemaliges Kleinbauernhaus                        | Ehemaliges Kleinbauernhaus, teilverschalter zweigeschossiger Blockbau, im Kern 2. Hälfte 17. Jahrhundert, Dach erneuert.                                              | D-1-89-157-156 | BW                                    |
| Dorfstraße 24 (Standort)   | Stadel (Südflügel eines ehemaligen Vierseithofes) | Stadel (Südflügel eines ehemaligen Vierseithofes), mit Traufbundwerk, Mitte 19. Jahrhundert                                                                           | D-1-89-157-157 | BW                                    |
| Kirchenweg 7 (Standort)    | Katholische Filialkirche St. Nikolaus             | Katholische Filialkirche St. Nikolaus, kleiner Nagelfluhquaderbau mit Langhaus und Chor von gleicher Breite, um 1500; mit Ausstattung; Friedhofsummauerung, vor 1813. | D-1-89-157-154 | Katholische Filialkirche St. Nikolaus |

### Waltersham
| Lage                    | Objekt                                                            | Beschreibung                                                                                      | Akten-Nr.      | Bild |
| ----------------------- | ----------------------------------------------------------------- | ------------------------------------------------------------------------------------------------- | -------------- | ---- |
| Waltersham 1 (Standort) | Zugehörig Bundwerkstadel (Südflügel des ehemaligen Vierseithofes) | Zugehörig Bundwerkstadel (Südflügel des ehemaligen Vierseithofes), wohl vor Mitte 19. Jahrhundert | D-1-89-157-159 | BW   |

### Wäschhausen
| Lage                     | Objekt                | Beschreibung | Akten-Nr.      | Bild |
| ------------------------ | --------------------- | --- | -------------- | ---- |
| Wäschhausen 2 (Standort) | Nebenhaus zum Gutshof | Nebenhaus zum Gutshof, Massivbau mit Flachsatteldach und rückwärtigem Bundwerkteil, am Wohnteil reiche Fassadenmalerei (Eckquaderung und Fensterumrahmungen), bezeichnet 1597. | D-1-89-157-158 | BW   |

### Willertsham
| Lage                     | Objekt             | Beschreibung                                                                    | Akten-Nr.      | Bild |
| ------------------------ | ------------------ | ------------------------------------------------------------------------------- | -------------- | ---- |
| Willertsham 1 (Standort) | Kleine Feldkapelle | Kleine Feldkapelle, ehemals mit reicher Außenmalerei, 2. Hälfte 18. Jahrhundert | D-1-89-157-162 | BW   |

### Wimpasing
| Lage                                | Objekt                               | Beschreibung | Akten-Nr.      | Bild |
| ----------------------------------- | ------------------------------------ | --- | -------------- | ---- |
| Wimpasing 2; Wimpasing 1 (Standort) | Stadel (Südflügel des Vierseithofes) | Stadel (Südflügel des Vierseithofes), mit reichem Bundwerk, um 1860; „Hütte“ (Ostflügel) mit Bundwerk, Mitte 19. Jahrhundert Zugehörig Nebenhaus (wohl der alte Einfirsthof) mit Blockbau-Obergeschoss, 1. Hälfte 18. Jahrhundert | D-1-89-157-163 | BW   |

### Wolfering
| Lage                         | Objekt                                                   | Beschreibung | Akten-Nr.      | Bild |
| ---------------------------- | -------------------------------------------------------- | --- | -------------- | ---- |
| Geiselfinger Feld (Standort) | Kleine Wegkapelle                                        | Kleine Wegkapelle, mit Zeltdach, erbaut 1885; am südöstlichen Ortsrand.                                               | D-1-89-157-166 | BW   |
| Wolfering 2 (Standort)       | Zugehörig frei stehender zweigeschossiger Getreidekasten | Zugehörig frei stehender zweigeschossiger Getreidekasten, 16./17. Jahrhundert, mit altem Überbau, 18./19. Jahrhundert | D-1-89-157-164 | BW   |
| Wolfering 8 (Standort)       | Wohnteil des Hakenhofes                                  | Wohnteil des Hakenhofes, mit Blockbau-Obergeschoss, Ende 18. Jahrhundert                                              | D-1-89-157-165 | BW   |